# Bodianus macrognathos
 Bodianus macrognathos és una espècie de peix de la família dels làbrids i de l'ordre dels perciformes.

## Morfologia
Els mascles poden assolir els 62 cm de longitud total.

## Distribució geogràfica
Es troba a Somàlia, Kenya i el Golf d'Oman.